# Наум Якимов (общественик)
 Тази статия е за общественика.  За неговия внук физик и биолог вижте Наум Якимов.  
Наум Якимов е български публицист и общественик.

## Биография
Роден е в 1870 година в град Охрид, тогава в Османската империя. Емигрира в свободна България, където се занимава с публицистика. 
Участва като делегат от Охридското благотворително братство в обединителния конгрес на Македонската федеративна организация и Съюза на македонските емигрантски организации от януари 1923 година.
През януари 1926 година и февруари 1928 година е избран за член на Националния комитет на македонските братства.
Умира в 1957 година в София.
Синът му, Асен Якимов, в 1933 година завършва право в Софийския университет.